# Kilometroak

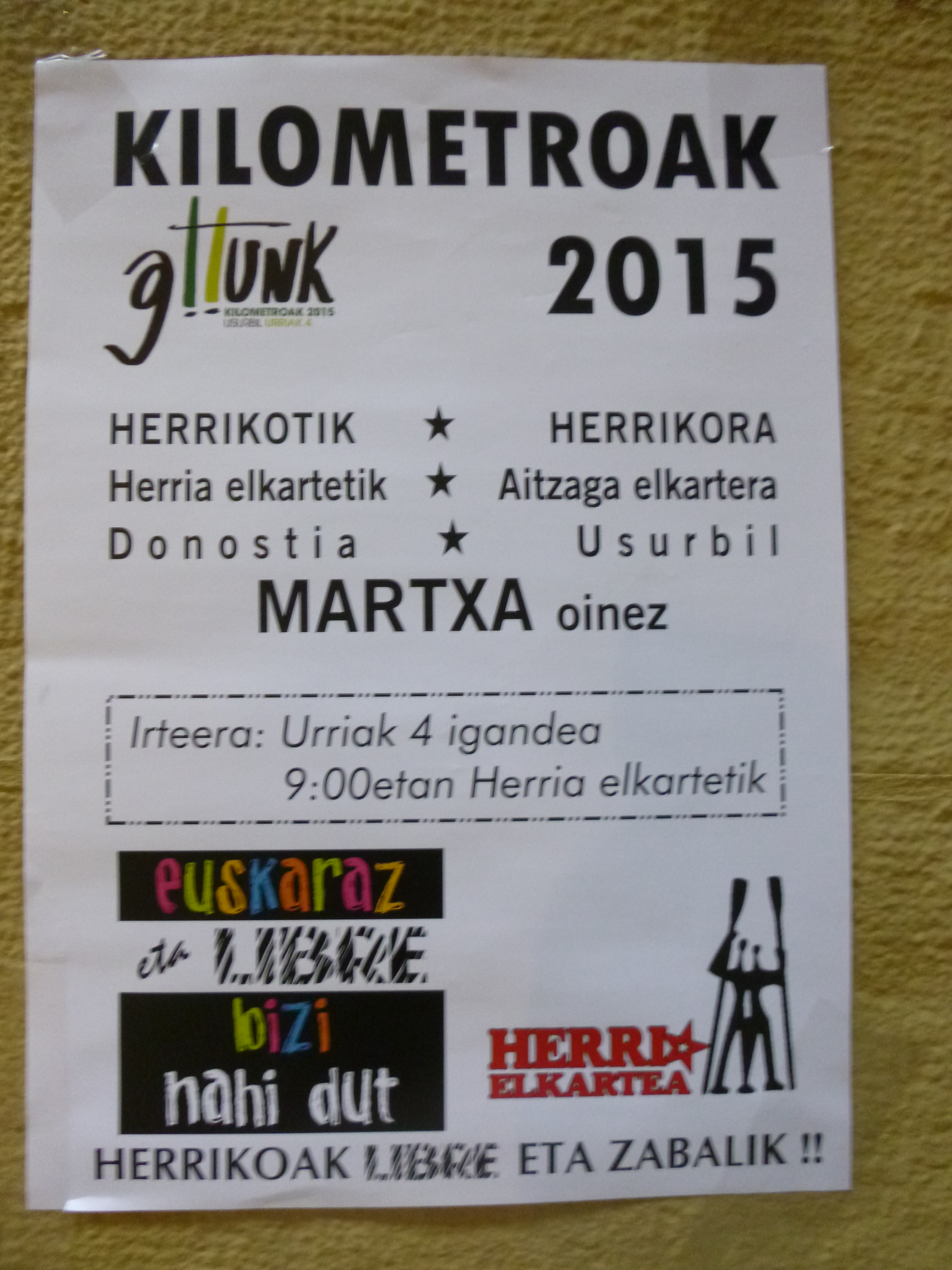
Folleto de la fiesta KILOMETROAK,del año 2015.

Kilometroak es una fiesta que se celebra el primer domingo de octubre en la provincia vasca de Guipúzcoa, País Vasco. Para recaudar fondos con el objetivo de ayudar a la ikastola de la localidad organizadora, la cual varía en cada edición. Esta fiesta data de 1977 y desde entonces se ha ido celebrando cada año. 

## Objetivos
- Ayudar económicamente en cada edición a la ikastola de la localidad organizadora.
- Dar a los ciudadanos la oportunidad de sentirse cerca de la ikastola, el euskera y la cultura vasca.
- Fomentar el euskera y las actividades en torno a la cultura vasca.

## Ediciones
- 1977: Beasáin-Lazcano
- 1978: Zubieta
- 1979: Azpeitia
- 1980: Tolosa
- 1981: Mondragón
- 1982: Hernani
- 1983: San Sebastián
- 1984: Rentería
- 1985: Zumárraga-Villarreal de Urrechua-Legazpia
- 1986: Deva
- 1987: Zarauz
- 1988: Irún
- 1989: Oñate
- 1990: Andoáin
- 1991: Vergara
- 1992: Oyarzun
- 1993: Villafranca de Ordizia
- 1994: Legazpia
- 1995: San Sebastián
- 1996: Elgóibar
- 1997: Pasajes-Lezo
- 1998: Tolosaldea
- 1999: Rentería
- 2000: Azpeitia
- 2001: Beasáin
- 2002: Zumárraga-Villarreal de Urrechua
- 2003: Lazcano
- 2004: Orio-Zarauz
- 2005: Arechavaleta-Escoriaza
- 2006: Oyarzun
- 2007: Vergara
- 2008: Irura
- 2009: San Sebastián
- 2010: Lezo
- 2011: Azpeitia
- 2012: Andoáin
- 2013: Tolosa
- 2014: Orio
- 2015: Usúrbil
- 2016: Vergara
- 2017: Oñate
- 2018: Zumárraga-Villarreal de Urrechua
- 2019: Zarauz
- 2020: Villabona Cizúrquil
- 2021: Beasáin-Lazcano-Villafranca de Ordicia
- 2022: Ibarra
- 2023: Rentería

## Otras celebraciones relacionadas
Listado de fiestas en favor de las ikastolas por provincias:
- "Ibilaldia" (En Vizcaya).
- "Nafarroa Oinez" (En Navarra).
- "Herri Urrats" (En el País Vasco francés).
- "Araba Euskaraz" (En Álava).